# George Desmond Tambala
George Desmond Tambala (Zomba, 11 novembre 1968) è un arcivescovo cattolico malawiano, dal 15 ottobre 2021 arcivescovo metropolita di Lilongwe.

## Biografia

### Formazione e ministero sacerdotale
Dopo essere stato ammesso nel seminario di Zomba, è entrato nell'Ordine dei carmelitani scalzi, dove ha emesso la professione religiosa il 15 agosto 1995. Ha frequentato gli studi filosofici nel seminario di Balaka e completato gli studi teologici presso Nairobi; è stato ordinato sacerdote il 13 aprile 1996.
Successivamente ha conseguito la licenza in teologia in Spagna. Dal 2000 al 2002 è stato docente di spiritualità presso il seminario di Balaka e dal 2002 al 2008 superiore e delegato provinciale dai carmelitani scalzi in Malawi.
Dal 2009 al 2015 definitore dei carmelitani scalzi, incaricato dell'Africa e del Madagascar.

### Ministero episcopale

Stemma da vescovo

Il 15 ottobre 2015 papa Francesco lo ha nominato vescovo di Zomba.
Ha ricevuto l'ordinazione episcopale il 30 gennaio 2016 dalle mani dell'arcivescovo Julio Murat, nunzio apostolico del Malawi, co-consacranti l'arcivescovo di Blantyre Thomas Luke Msusa e l'arcivescovo di Lilongwe Tarcisius Gervazio Ziyaye.
Il 15 ottobre 2021 lo stesso papa Francesco lo ha promosso arcivescovo metropolita di Lilongwe. Ha preso possesso dell'arcidiocesi il 27 novembre successivo.
Dal 5 febbraio 2022 è presidente della Conferenza episcopale del Malawi.

## Genealogia episcopale e successione apostolica
La genealogia episcopale è:
- Cardinale Scipione Rebiba
- Cardinale Giulio Antonio Santori
- Cardinale Girolamo Bernerio, O.P.
- Arcivescovo Galeazzo Sanvitale
- Cardinale Ludovico Ludovisi
- Cardinale Luigi Caetani
- Cardinale Ulderico Carpegna
- Cardinale Paluzzo Paluzzi Altieri degli Albertoni
- Papa Benedetto XIII
- Papa Benedetto XIV
- Cardinale Enrico Enriquez
- Arcivescovo Manuel Quintano Bonifaz
- Cardinale Buenaventura Córdoba Espinosa de la Cerda
- Cardinale Giuseppe Maria Doria Pamphilj
- Papa Pio VIII
- Papa Pio IX
- Cardinale Gustav Adolf von Hohenlohe-Schillingsfürst
- Arcivescovo Salvatore Magnasco
- Cardinale Gaetano Alimonda
- Cardinale Agostino Richelmy
- Vescovo Giuseppe Castelli
- Vescovo Gaudenzio Binaschi
- Arcivescovo Albino Mensa
- Cardinale Tarcisio Bertone, S.D.B.
- Arcivescovo Julio Murat
- Arcivescovo George Desmond Tambala, O.C.D.

La successione apostolica è:
- Vescovo Alfred Mateyu Chaima (2023)
- Vescovo Vincent Frederick Mwakhwawa (2024)